# Squamosaperdopsis squamosa
Squamosaperdopsis squamosa – gatunek chrząszcza z rodziny kózkowatych i podrodziny zgrzypikowych. Jedyny przedstawiciel rodzaju Squamosaperdopsis.

## Zasięg występowania
Gatunek ten występuje w Papui Nowej Gwinei.